# 和平大街 (莫斯科)

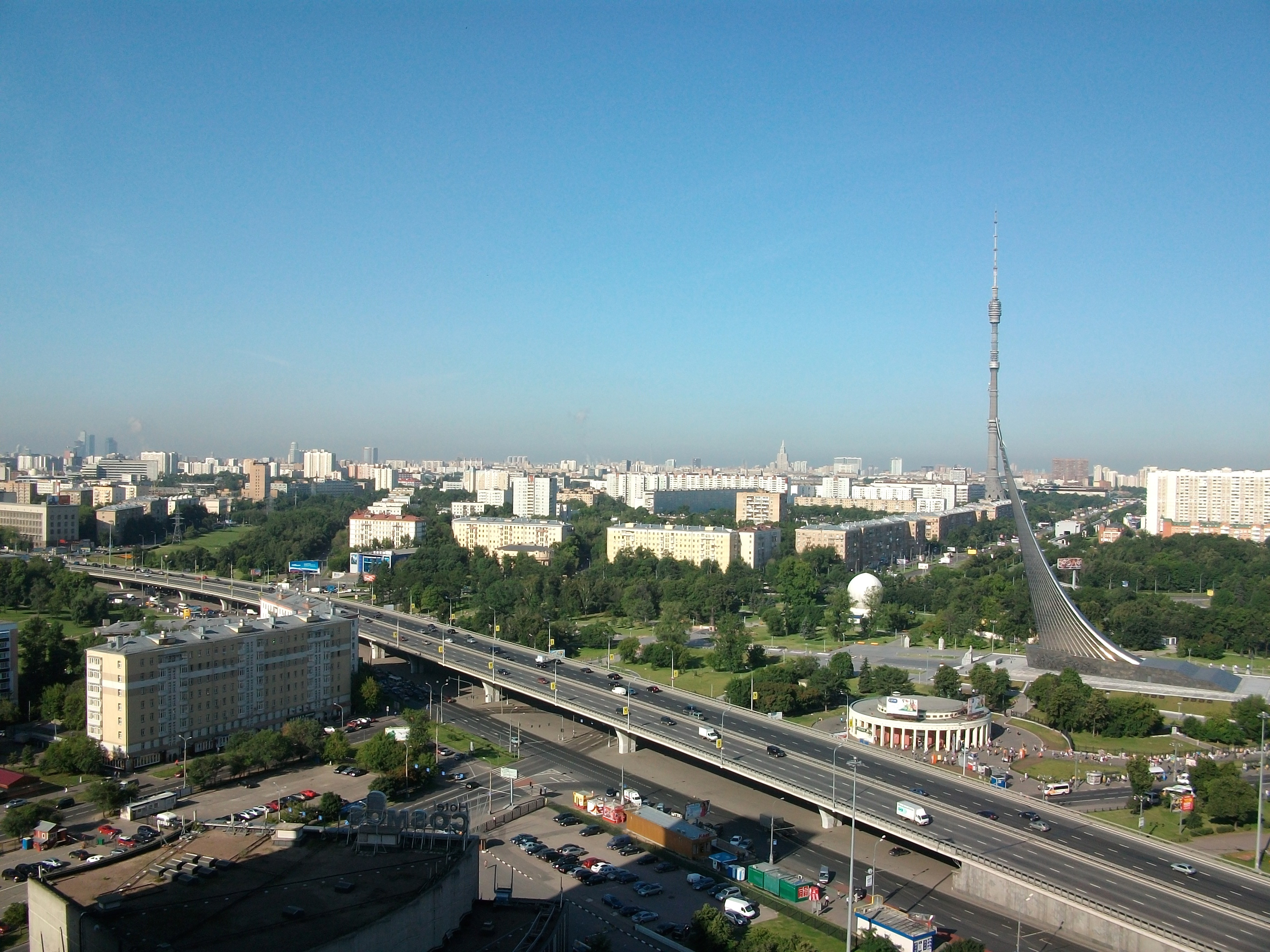
和平大街、奧斯坦金諾電視塔、征服宇宙紀念館、全俄展覽中心地鐵站

和平大街（俄语：Проспе́кт Ми́ра）是俄羅斯首都莫斯科的一條街道。呈西南-東北走向，南接蘇哈列夫廣場（與花園環路相交），北接雅羅斯拉夫爾公路。長8.9公里。
1957年由四條街道和雅羅斯拉夫爾公路一部份合併而成。
55°48′48″N 37°38′17″E / 55.8133°N 37.6381°E